# Julian Alder
Julian Markus Alder (* 9. Juli 1997 in Herisau, Schweiz) ist ein Schweizer Unihockeyspieler. Seine Brüder Dominik Ueli Alder und Manuel Nicolas Alder spielen ebenfalls Unihockey. Seit der Saison 2018/19 steht der Stürmer beim Berner Verein Floorball Köniz unter Vertrag. Nach nur einem Jahr in Bern zog es den Herisauer wieder zurück nach St. Gallen, zum UHC Waldkirch-St,Gallen.  Zuvor durchlief der stämmige Spieler die U16-, U18- und U21-Juniorenteams des UHC WaSa und spielte zwei Saisons für dessen Fanionteam.

## Karriere

### Verein

#### UHC Waldkirch-St. Gallen
Seit der Saison 2016/17 steht der Nachwuchsspieler als Stürmer beim Ostschweizer Verein UHC Waldkirch-St. Gallen unter Vertrag. Zuvor durchlief der stämmige Spieler die U16-, U18- und U21-Juniorenteams des UHC WaSa.
Alder debütierte beim überraschenden Sieg gegen den HC Rychenberg Winterthur am 19. Dezember 2015 als 18-Jähriger in der NLA-Mannschaft. Am 13. März 2016 gelang ihm das erste NLA-Tor gegen den UHC Uster.
Am 30. März 2017 gab der UHC Waldkirch-St. Gallen bekannt, dass Alder seinen Kontrakt um ein Jahr bis Ende Saison 2017/18 verlängert hat.

#### Floorball Köniz
Am 20. Februar 2018 gab Floorball Köniz bekannt, dass Alder ab der Saison 2018/19 mit einem mehrjährigen Vertrag verpflichtet werden konnte. Noch am gleichen Tag bestätigte dies der UHC Waldkirch-St. Gallen mit einer Pressemeldung.
Mit Floorball Köniz gewann Alder den Supercup 2018 und erreichte beim Champions Cup im schwedischen Gävle den dritten Rang.
UHC Waldkirch-St. Gallen
Nach einem erfolgreichen Jahr bei Floorball Köniz kehrte Alder zu seinem Stammverein zurück.

### Nationalmannschaft
Alder wurde von Nationaltrainer David Jansson im August 2017 erstmals für einen Lehrgang der Schweizer U23-Nationalmannschaft aufgeboten.